# (36304) 2000 JY56
2000 JY56 (asteroide 36304) é um asteroide da cintura principal. Possui uma excentricidade de 0.17895530 e uma inclinação de 3.38957º.
Este asteroide foi descoberto no dia 6 de maio de 2000 por LINEAR em Socorro.